# 大崎 (品川区)
大崎（おおさき）は、東京都品川区の町名。また、大崎駅を中心とする副都心（大崎副都心）。現行行政区画は大崎一丁目から大崎五丁目。住居表示実施済み区域である。

## 概要

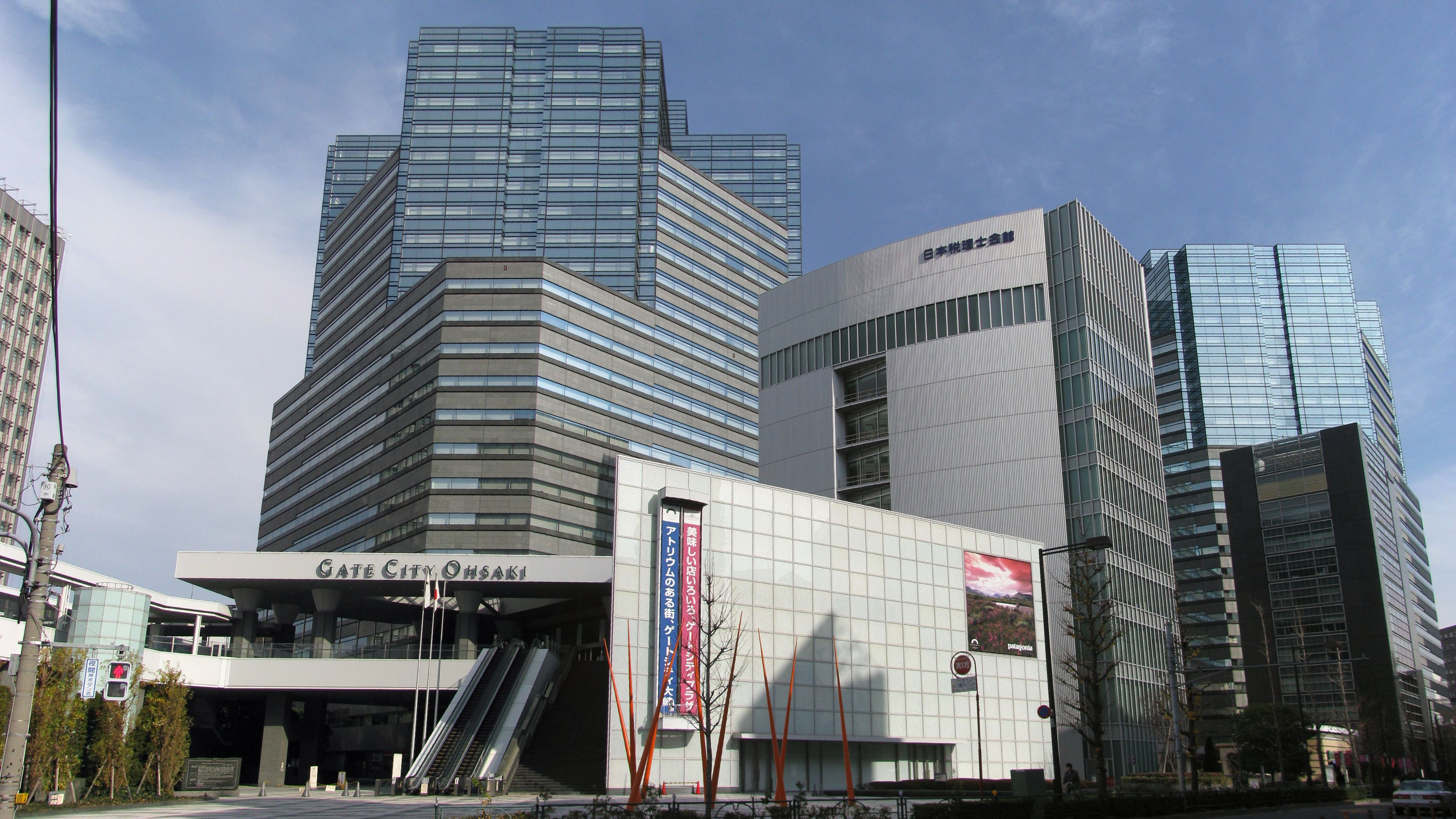
大崎副都心の中核となるゲートシティ大崎

1980年代以前の大崎は山手線沿線地帯の中でも特徴の無い工場地帯であり、工場で働く従業員以外は訪れない地区であった。繁華街として賑わっていた隣の五反田とは対照的だった。しかし80年代後半より始まった大崎駅東口地区の再開発によって、大崎ニューシティ、ゲートシティ大崎などの複合施設が相次いで開業し、東京副都心の一つとしてにわかに脚光を浴びるようになった。さらに埼京線乗り入れ、東京臨海高速鉄道りんかい線開通、湘南新宿ライン、相鉄・JR直通線の運行開始などにより、品川と並ぶ山手線南端の交通結節点となった。
21世紀以降に大崎駅西口方面の再開発が本格化し、現代的なビジネス街として大きく発展した。2007年10月には明電舎跡地にThinkPark（地上30階）がオープンし、2011年7月には、ソニー旧大崎西テクノロジーセンター跡地にNBF大崎ビル（旧：ソニーシティ大崎・地上25階）がオープンした。また、2014年1月には大崎西口地区最後となる大崎ウィズシティ（地上24階）竣工し、10月には大崎西口公園が開園、そして残る交通広場には2015年12月に大崎駅西口バスターミナルが整備された。その他、大崎駅東口方面には2007年にアートヴィレッジ大崎セントラルタワーがオープンし、2015年には大崎ブライトコアもオープンしている。その他、数多くのレストランやスーパーが開業し、高層マンションも数多く建設され、各ビルを結合するペデストリアンデッキも設けられたことで、生活面での利便性が大きく向上している。再開発が始まってからの歴史が浅いため、品川や新宿などと比較するとまだ発展途上であり、高層ビルの数は少ない。現在は有名な大企業の本社オフィスが多数存在し、日本の先端産業を支える街の一つとなっている。

## 地理
品川区の北部に所在し、大崎駅を中心とした地域である。大崎一丁目のみがJR山手線内、二丁目から五丁目はJR山手線の外側に位置する。
北東側には目黒川が流れていて、北品川地区との自然境界を形成している。また北西側には東急池上線があり、西五反田地区との境界を成している。同線の大崎広小路駅は大崎四丁目・大崎五丁目と西五反田一丁目・西五反田八丁目の集まる点にある。また、東京都道317号環状六号線（山手通り）が大崎広小路駅から大崎駅付近を越えて北品川地区へと通り抜けている。

### 地価
住宅地の地価は、2025年（令和7年）1月1日の公示地価によれば、大崎4-8-3の地点で89万4000円/m2、大崎5-5-12の地点で139万円/m2となっている。

## 歴史
現在の大崎二丁目・大崎三丁目に相当する地域は目黒川を望む高台であり、古くから栄えていたと考えられている。西品川三丁目付近を含むこれらの地域は居木橋遺跡と呼ばれ、縄文時代の土器や貝塚などが出土している。
室町時代には、品川宿から多摩地域への街道のため、目黒川に居木橋（いるきばし）が架けられた。現在の居木神社周辺に集落が形成されている。
大崎という地名が現れたのは江戸時代という説が有力である。地名は秩父から続く尾崎であることに由来し、これが転訛して大崎となったとする説、および過去に大きな崎（岬）として東京湾に突き出ていたためとする説が知られている。ただし当時大崎と呼ばれていた地域は、現在のJR目黒駅近辺（上大崎村）から五反田駅北側（下大崎村）にかけてである。
1889年（明治22年）の市制町村制施行により、荏原郡上大崎村、下大崎村、桐ヶ谷村（現西五反田四丁目から七丁目付近）、谷山村（現西五反田三丁目から二丁目、大崎四丁目付近）、居木橋村（現大崎一丁目から三丁目付近）が合併して、大崎村が出来た。1901年（明治34年）大崎駅が開業。1908年（明治41年）に町制施行で大崎町になる。1932年（昭和7年）に東京市に編入され、旧品川町、旧大井町の区域と共に品川区になる。旧大崎町の区域は上大崎、下大崎、五反田、大崎本町、西大崎、東大崎などの町名となった。
1967年（昭和42年）に住居表示が実施され、大崎駅周辺の東大崎の区域が大崎一 - 五丁目となり、上大崎以外の町名は西五反田と東五反田と再編された。

### 町名の変遷
| 実施後     | 実施年月日   | 実施前（各町丁ともその一部）                                         |
| ---------- | ------------ | -------------------------------------------------------------------- |
| 大崎一丁目 | 1967年2月1日 | 東大崎一丁目、東大崎二丁目、東大崎五丁目、西品川一丁目、北品川三丁目 |
| 大崎二丁目 | 1967年2月1日 | 東大崎一丁目、東大崎二丁目、東大崎三丁目                             |
| 大崎三丁目 | 1967年2月1日 | 東大崎二丁目、東大崎三丁目、東大崎四丁目、東大崎五丁目               |
| 大崎四丁目 | 1967年2月1日 | 東大崎四丁目、西大崎一丁目                                           |
| 大崎五丁目 | 1967年2月1日 | 東大崎五丁目                                                         |

## 世帯数と人口
2023年（令和5年）1月1日現在（東京都発表）の世帯数と人口は以下の通りである。
| 町名       | 世帯数    | 人口     |
| ---------- | --------- | -------- |
| 大崎一丁目 | 1,344世帯 | 2,535人  |
| 大崎二丁目 | 2,037世帯 | 4,057人  |
| 大崎三丁目 | 1,671世帯 | 2,957人  |
| 大崎四丁目 | 1,411世帯 | 2,501人  |
| 大崎五丁目 | 1,351世帯 | 2,330人  |
| 計         | 7,814世帯 | 14,380人 |

### 人口の変遷
国勢調査による人口の推移。
| 年                 | 人口   |
| ------------------ | ------ |
| 1995年（平成7年）  | 9,142  |
| 2000年（平成12年） | 9,276  |
| 2005年（平成17年） | 9,788  |
| 2010年（平成22年） | 13,091 |
| 2015年（平成27年） | 14,668 |
| 2020年（令和2年）  | 15,145 |

### 世帯数の変遷
国勢調査による世帯数の推移。
| 年                 | 世帯数 |
| ------------------ | ------ |
| 1995年（平成7年）  | 4,396  |
| 2000年（平成12年） | 4,715  |
| 2005年（平成17年） | 5,333  |
| 2010年（平成22年） | 7,178  |
| 2015年（平成27年） | 7,977  |
| 2020年（令和2年）  | 8,241  |

## 学区
区立小・中学校に通う場合、学区は以下の通りとなる（2020年4月時点）。
| 町名       | 街区 | 小学校             | 中学校             |
| ---------- | ---- | ------------------ | ------------------ |
| 大崎一丁目 | 全域 | 品川区立芳水小学校 | 品川区立大崎中学校 |
| 大崎二丁目 | 全域 | 品川区立芳水小学校 | 品川区立大崎中学校 |
| 大崎三丁目 | 全域 | 品川区立芳水小学校 | 品川区立大崎中学校 |
| 大崎四丁目 | 全域 | 品川区立芳水小学校 | 品川区立大崎中学校 |
| 大崎五丁目 | 全域 | 品川区立芳水小学校 | 品川区立大崎中学校 |

- 五丁目2番のみ品川区立日野学園の選択も可能。

## 交通
- 鉄道
  - 大崎駅 - JR山手線、埼京線、湘南新宿ライン、相鉄・JR直通線、東京臨海高速鉄道りんかい線
  - 大崎広小路駅 - 東急池上線
- 道路
  - 山手通り（東京都道317号環状六号線）

## 事業所
2021年（令和3年）現在の経済センサス調査による事業所数と従業員数は以下の通りである。
| 町名       | 事業所数    | 従業員数 |
| ---------- | ----------- | -------- |
| 大崎一丁目 | 518事業所   | 38,093人 |
| 大崎二丁目 | 256事業所   | 17,504人 |
| 大崎三丁目 | 186事業所   | 2,272人  |
| 大崎四丁目 | 82事業所    | 2,193人  |
| 大崎五丁目 | 113事業所   | 2,826人  |
| 計         | 1,155事業所 | 62,888人 |

### 事業者数の変遷
経済センサスによる事業所数の推移。
| 年                 | 事業者数 |
| ------------------ | -------- |
| 2016年（平成28年） | 1,092    |
| 2021年（令和3年）  | 1,155    |

### 従業員数の変遷
経済センサスによる従業員数の推移。
| 年                 | 従業員数 |
| ------------------ | -------- |
| 2016年（平成28年） | 60,588   |
| 2021年（令和3年）  | 62,888   |

## 施設
- 警視庁大崎警察署
- 品川区芳水小学校
- 立正大学
- 就労移行支援事業・げんき品川[17]
- 大崎ニューシティ
  - O美術館
  - ホテルニューオータニイン東京
  - 日本精工本社
- ゲートシティ大崎
  - ウエストタワー - サンリオ本社
  - イーストタワー - セメダイン本社、富士電機本社、ローソン本社
- アートヴィレッジ大崎
  - フロントタワー - 日立システムズ
  - セントラルタワー - 伊藤忠テクノソリューションズ（大崎オフィス）、フューチャー、日本アクセス、トピー工業、ザイリンクス、日立システムズ
- ThinkPark (ThinkPark Tower)
- 大崎センタービル - 日鉄エンジニアリング、ビューカード本社
- NBF大崎ビル（旧：ソニーシティ大崎）
- 大崎ウィズシティ
  - 六厘舎大崎店
  - まいばすけっと
- 千代田グラビヤ
- 光村印刷

## その他

### 日本郵便
- 集配担当する郵便局と郵便番号は以下の通りである[18]。

| 町名・ビル名                      | 郵便番号           | 集配郵便局 |
| --------------------------------- | ------------------ | ---------- |
| 大崎                              | 141-0032           | 大崎郵便局 |
| ThinkPark Tower（地階・階層不明） | 141-6090           | 大崎郵便局 |
| ThinkPark Tower 1階〜30階         | 141-6001〜141-6030 | 大崎郵便局 |

※ThinkPark Towerの郵便番号は6・7ケタ目に地上階毎の郵便番号が割り振られている。（例：1階は「01」、10階は「10」）